# LUMIX
Luca Michlmayr, (művésznevén: LUMIX), (Rohrbach-Berg, 2002. – ) osztrák DJ és zenei producer. Ő képviseli Ausztriát, Pia Mariával közösen, a 2022-es Eurovíziós Dalfesztiválon Torinóban a Halo című dallal.

## Diszkográfia

### Kislemezek
- Underground (Moha, 2018)
- Bounce United (2018)
- Bounce United (Helion és Mike Emilio, 2018)
- Jägermeister (Searz, 2019)
- Waiting for Me (Moha, 2019)
- Scare Me (Gabry Ponte és KSHMR kzrm. Karra, 2020)
- Major Tom (Hyperclap kzrm. Peter Schilling, 2021)
- Annie Are You Ok (Mio és Nick Strand, 2021)
- Secrets (Sølo, 2021)
- Champion (Orange Inc és Séb Mont, 2021)
- Trick Or Treat (Milow, 2021)
- Halo (Pia Maria, 2022)

### Remixek
- Bulljay feat. Mr. Shammi – Blaze It (2018)
- Alfons – Chiraq 2018 (Myhr-rel) (2018)
- R3hab X A Touch of Class – All Around the World (La La La) (2019)
- Tungevaag – Peru (2019)
- Robin Schulz feat. Alida – In Your Eyes (2019)
- Lucas & Steve feat. Haris – Perfect (2019)
- James Blunt – 5 Miles (2020)
- Illenium, Tom DeLonge & Angels & Airwaves – Paper Thin (2021)
- LUM!X, Mio & Nick Strand – Annie Are You Ok (2021)
- A7S – Nirvana (Gabry Ponte-val) (2021)
- Afrojack & Steve Aoki feat. Miss Palmer – No Beef (2022)